# پرس پانچ
پرس پانچ نوعی پرس ماشینی است که جهت ایجاد سوراخ در مواد خام استفاده می‌شود که می‌تواند بسیار ساده و قابل کنترل با نیروی دست باشد یا بسیار بزرگ
، دارای سنبه‌های متعدد، قابلیت سوراخ کاری قطعات پیچیده‌تر و بزرگ‌تر و همچنین قابلیت کنترل با کامپیوتر را داشته باشد(CNC).

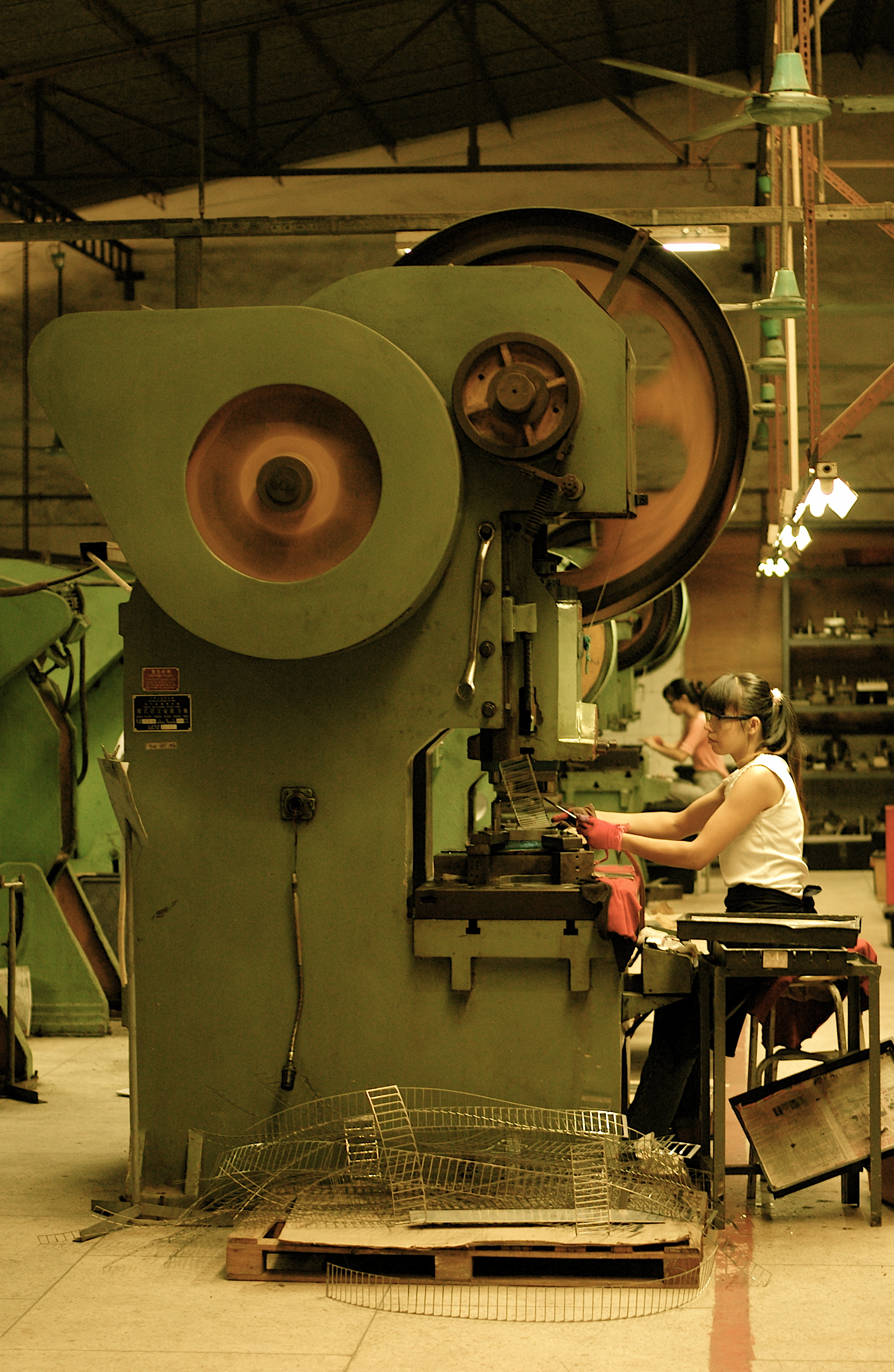
دستگاه پانچ اتوماتیک در یک کارخانه چاقو سازی در چین

## توضیحات
پرس‌های پانچ معمولاً دستگاه‌های بزرگی هستند که فریم فلزی و بیرونی آن‌ها یا به شکل C یا به شکل H یا پرتال مانند (پل مانند) می‌باشد. پرس‌های C شکل دارای سنبه هیدرولیکی هستند که در بخش فوقانی دستگاه واقع است؛ اگرچه پرس‌های پورتال مانند دارای تعادل بهتری هستند و این خود به سنبه ای که دارای حرکت دورانی است کمک می‌کند تا پیچش و خیز کمتری را در بدنه فلزی منتقل کند.
پرس‌های C شکل دارای تخته‌هایی فلزی هستند که باعث قفل شدن مهار پایینی قالب می‌شود. پیچ‌های T شکل نیز برای قفل کردن قالب به بدنه استفاده می‌شود، از این رو تخته فلزی باید دارای شیارهای T شکل باشد تا پیچ‌ها مورد نظر در آن قرار گیرند. این شیارها خود در حالت کلی به صورت قطری یا در سمت طول تخته فلزی قرار گرفته می‌شوند. این شیارهای قطری و افقی در نهایت به یک چشمه دایروی در مرکز مستطیل تخته فلزی می‌رسند، این دایره به قدری بزرگ هست که می‌تواند یک بوش به همراه سوراخ خود را نیز در خود در جای دهد که در واقع وجود این دایره در کف تخته فلزی لزوم افتادن قطعه در پایین میز کار را پس از پانچ اثبات می‌کند. بالای قالب نیز توسط پیچ‌هایی به پیستون پرس هیدرولیک متصل شده که به این پیچ‌ها با قطر معین، shank نیز می‌گویند، در نتیجه قالب به طوری مهار شده‌است که بالای آن به بالای پیستون و پایین آن به پایین تخته فلزی قفل شده‌است؛ همچنین بخش فوقانی و تحتانی قالب نیز در ستون‌هایی که به عنوان guide استفاده می‌شوند حرکت می‌کنند تا عملیات پانچ کردن را ایمن سازند.
به‌طور کلی قالب همیشه مقداری بالاتر از تخته فلزی قرار می‌گیرد و این کار معمولاً توسط قرار دادن ۲عدد تخته چوب هم اندازه به‌طور موازی انجام می‌شود. دلیل انجام این کار این است که هنگام پرس کاری تمام ضایعات لزوماً از حفره بوش اصلی دفع نمی‌شوند و همچنین ممکن است که حفره پانچ شده در تمام طول یک نوار فلزی باشد پس در نتیجه برای راحتی حرکت نبز این قطعات باید به صورت موازی طول قرار بگیرند تا به قالب نیز خسارتی وارد نشود.
در بعضی از پرس‌های سنگین با توناژ بالا، سنبه متحرک دارای یک حفره ضخیم T شکل می‌باشد که برای قفل کردن قسمت بالایی قالب یا bolster بالایی استفاده می‌شود؛ در این موارد استوانه رزوه شده یا همان shank بر روی قالب قرار ندارد و بست‌ها به صورت مکانیکی (توسط آچار) یا توسط دستگاه‌های مکانیکی بادی دیگر بسته می‌شوند.

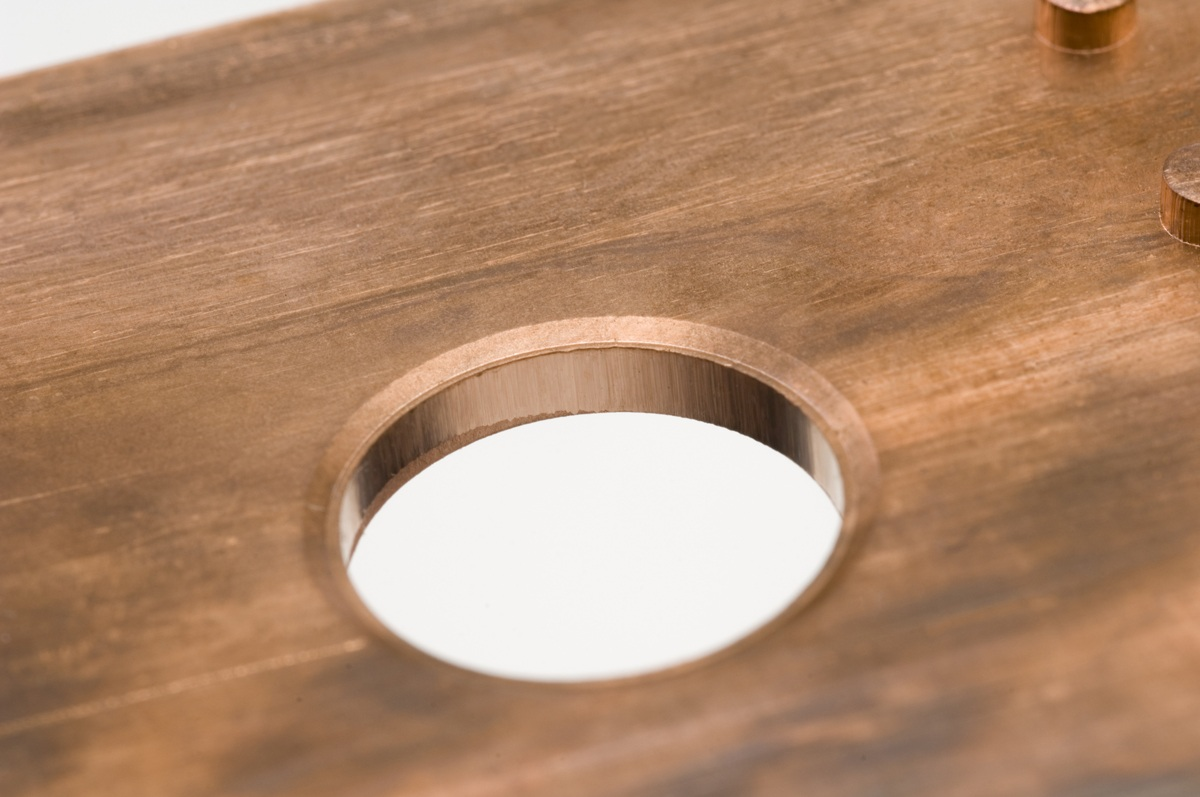
سوراخ پانچ شده:بهترین نتیجه برای ۷۰ درصد برش سطح و تلرانس و لقی کم.

بر روی میز دستگاه‌های پرس کله دار (turret type)، برس‌ها و گرداننده‌هایی قرار دارد که اصطکاک را برای حرکت قطعات ورق کاری شده به حداقل می‌رساند. این برس‌ها به علت سطح نرم‌تر نیز از خش برداشتن قطعه‌های براق و آلومینیومی نیز جلوگیری می‌کنند.
یک دستگاه پرس معمولاً توسط پارامترهای زیر شناخته می‌شود:
- نوع فریم(C یا H)
- مکانیزمی که قدرت را به پیستون انتقال می‌دهد (مکانیکی، الکترومکانیکی یا هیدرولیکی)
- سایز قسمت کاری (مثلاً 2500x1500 mm)
- تک مرحله ای یا چند مرحله بودن (progressive)
- نرخ نیرو (به عنوان مثال ۲۰ تن)
- نوع ابزارگیر و ظرفیت آن (مثلاً از نوع گردان و با ظرفیت ۳۴ ابزار)
- سرعت و کارایی (معمولاً بر اساس سرعت کورس و ضخامت حفره بیان می‌شود مثلاً ۲۵ و ضخامت 1mm)
- سرعت حرکت بدون بار یا بدون شوک (بر اساس سرعت و جابجایی نوک پیستون)
- حداکثر وزن قطعه کاری
- قابلیت‌های ایمنی
- میزان مصرف انرژی و توان
- نرم‌افزار مورد نیاز برای راه اندازی و کار کردن به وسیلهٔ کامپیوتر در صورت امکان

## مجموعه قالب
مجموعه قالب‌ها از تعدادی قسمت پانچ کن (نری) و پانچ گیر (مادگی) تشکیل می‌شود که زمانی که در یک دیگر پرس می‌شوند، حفره ای را در قطعه ایجاد می‌کنند (که گاهی وقت‌ها باعث خراب شدن قطعه نیز می‌شود). پانچ‌ها و قالب‌ها قابلیت جدا شدن را دارند؛ زمانی که پانچ به پیستون متصل شده‌است، پیستون به وسیلهٔ حرکت خطی عمودی، بالا و پایین می‌شود و این نیرو پانچ را به داخل قالب فشار می‌دهد تا قطعه کاری سوراخ شود.

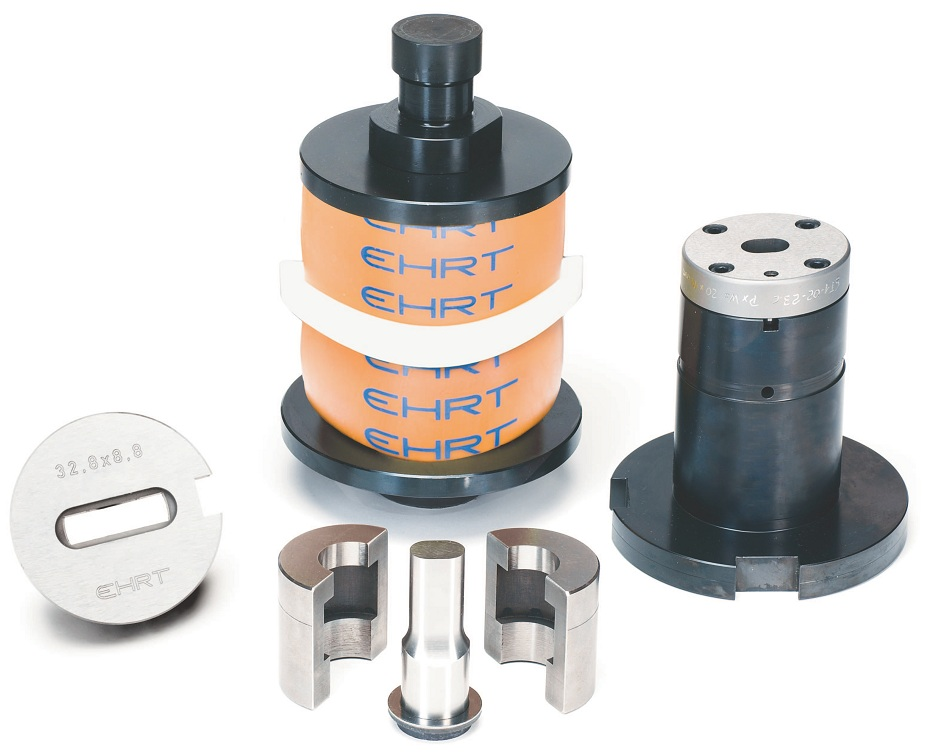
سیستم قالب تعویض سریع (چپ:قالب، جلو:پانچ، نگه دارنده بخش‌های پانچ، عقب:بدنه قالب، راست: راهنمای پانچ)

## محور
تخته فلزی اغلب ماشین‌ها را با دو محور X , Y یا همان مؤلفه‌های مختصات شبکه بندی می‌کنند که این کار جهت برنامه دهی و حرکت ماشین‌های CNC controlled استفاده می‌شود. بسته به ابعاد ماشین، تخته فلزی، وزن قطعه مورد نظر برای ورق کاری، موتورهایی که جهت حرکت این میز در محورهای گفته شده‌استفاده می‌شوند در ابعاد و قدرت متفاوت خواهند بود. ماشین‌های با مدل قدیمی تر دارای موتور DC هستند اما با پیشرفت‌های کنونی در تکنولوژی، بیشتر ماشین‌های جدید از موتورهای AC بدون براش بهره می‌برند.

## مرحله کنترل توسط اتوماسیون CNC
برای شروع کار کنترلر به درایوهای موتور پیغام می‌دهد که میز را در جهات مختلف X,Y حرکت دهد تا به مکان مورد نظر برسیم. بعد از تثبیت موقعیت،کنترلر عملیات پانچ کردن را به وسیلهٔ بالا و پایین کردن پیستون از نقطه مرگ بالا تا نقطه مرگ پایین بر روی سطح قطعه ادامه می‌دهد. (کلمه مرگ بالا و مرگ پایین در گذشته برای پرس‌های قدیمی با کلاچ‌های هیدرولیک و پنوماتیک استفاده می‌شد اما امروزه نیز در این پرس‌ها به جای کلمه نقطه انتهایی کورس بالا و پایین استفاده می‌شود)
در حرکت پیستون از مرگ بالا به مرگ پایین، پانچ به قطعه وارد می‌شود، آن را به داخل قالب فشار می‌دهد و درنهایت شکل مورد نظر را با توجه به نوع پانج و قالب بر روی قطعه ایجاد می‌کند. قسمتی از قطعه که بریده می‌شود از قالب و نگه دارنده‌ها به سمت پالت ضایعات قرار گرفته در زیر دستگاه پرتاب می‌شود. پس از این مرحله و دوباره قرارگیری پیستون در نقطه مرگ بالا، سیگنالی به کنترلر فرستاده می‌شود تا این چرخه را از نو تکرار کند.
پرس پانچ برای تولید انبوه استفاده می‌شود. زمان هر چرخه حتی گاهی به حدود میلی ثانیه نیز می‌رسد و بهره‌وری یک ماده نیز توسط محاسبه درصد بخش استفاده شده به بخش دورریز از ورق به دست می‌آید و همچنین طراحی و ساخت به کمک کامپیوتر این بازده را با افزایش تعداد الگوها در مساحت به حداکثر مقدار خود نسبت به روش‌های دیگر می‌رساند.

## نوع محرکه

### چرخ طیار
بیشتر پرس‌های پانچ امروزه هیدرولیکی هستند. در گذشته اگرچه ماشین‌ها دارای محرک مکانیکی بودند، این بدان معنی بود که قدرت منتقل شده به پیستون توسط یک چرخ طیار بسیار بزرگ که به صورت دائمی می‌چرخید، تأمین می‌شد. چرخ طیار توسط بازویی به اسم pitman پیستون را حرکت می‌داد. در قرن نوزدهم میلادی، نیروی محرکه چرخ طیارها توسط تسمه‌هایی از جنس چرم که به تعدادی شفت متصل بودند که در نهایت به یک نیروگاه بخار ختم می‌شد. امروزه به علت تکنولوژی گسترده این چرخ طیارها به وسیلهٔ موتورها نیروی محرکه خود را تأمین می‌کنند.

### پرس‌های پانچ مکانیکی
پرس‌های پانچ مکانیکی به دو دسته متفاوت تقسیم می‌شوند؛ بسته به نوع کلاچ و ترمزی که سیستم از آن بهره می‌برد. پرس‌های قدیمی تر، دور کامل هستند یعنی تعداد دور کاملی از چرخ طیار لازم است طی شود تا دستگاه متوقف شود. پرس‌های تمام دور کلاچ دار بسیار خطرناک هستند و به همین دلیل در بسیاری از کشورها، غیرقانونی محسوب می‌شوند مگر در حالتی که قسمت اعمال فشار کاملاً حفاظ دار و منزوی شده باشد. این به این دلیل است که پرس‌های ترمز دار توسط حفره‌ها و لغزنده هایی(dogs)متناسب با آن‌ها کنترل می‌شوند که می‌توانند پیستون را در هر نقطه از مسیر رفت و برگشتی متوقف کنند اما در پرس‌ها کلاج دار نقطه توقف یکتاست و آن نقطه مرگ بالا می‌باشد. ماشین‌های پرسی جدید، دارای حرکت دورانی ناقص (partial revolution) هستند که با ترمزی شبیه به ترمز کامیون‌های تجاری همراه می‌شوند. زمانی که هوا تزریق می‌شود، ترمزی به شکل بند گسترده می‌شود و به چرخ طیار اجازه چرخش می‌دهد. وقتی که مکانیزم را متوقف می‌کنیم، هوا فشرده می‌شود و باعث بازشدن کلاج و بسته شدن سیستم ترمز می‌شود، که این خود به متوقف شدن پیستون در هر نقطه از مسیر دورانش می‌انجامد. پرس‌های جدید معمولاً از ترکیبی از سیستم‌های کلاج دار و ترمز دار بهره می‌برند که ضمن ایجاد امنیت کاری بیشتر، دارای دو شیر امنیتی هوا می‌باشند که اولاً کلاج را آزاد می‌کند، همچنین توقف را بر روی فنرها بسیار متعادل تر به اجرا می‌رساند.

### پرس‌های پانچ هیدرولیک
پرس‌های پانچ هیدرولیک، که در آن‌ها برای انتقال نیرو به پیستون از یک سیلندر هیدرولیکی به جای چرخ طیار استفاده می‌شود، بر دو نوع کنترل‌شونده توسط شیر یا فیدبک گرفته شده از شیر هستند. ماشین‌هایی که توسط شیر کنترل می‌شوند معمولاً اجازهٔ عملیات تک کورسه را صادر می‌کنند که به پیستون اجازه می‌دهد تا در هر زمان که دستور گرفت به بالا یا پایین حرکت کند. سیستم‌های با کنترل فیدبک به پیستون اجازه می‌دهند تا در هر موقعیت دلخواه که فرمان داده شد قرار بگیرد؛ از مزیت‌های این روش می‌توان به ایجاد کنترل بیشتر بر روی کورس پیستون و همچنین افزایش نرخ پانچ کردن در واحد زمان اشاره کرد چرا که دیگر نیازی به طی شدن کامل کورس نیست و کنترل بهتری بر روی سرعت و موقعیت در دسترس است.

### پرس‌های پانچ مجهز به هدایت سروو
پرس‌های پانچ سروو از دو درایو AC که مستقیماً به شافت متصل شده‌اند، بهره می‌برند. این سیستم‌ها سادگی سیستم‌های سنتی کلاچ و ترمز را با سرعت سیستم‌های هیدرولیکی ترکیب کرده و سیستمی منحصر به فرد ارائه می‌دهند که به بهره‌وری بالاتر، قابلیت اعتماد بیشتر و هزینه‌های تولید کمتر می‌انجامد. یک سیستم پرس سروو، هیچ گونه مکانیزم هیدرولیک پیچیده یا چیلرهایی که وظیفه خنک کردن را عهده‌دار باشند، ندارد، در نتیجه هزینه نگهداری و تعمیر کمتری را متحمل می‌شوند. در ضمن در این نوع پرس‌ها می‌توانند انرژی را در بخشی از حرکت خود که شتاب منفی دارد، ذخیره کنند و این خود باعث صرفه جویی در مصرف انرژی در دراز مدت می‌شود.